# 麗神
麗神（れいじん, Reijin）は、日本の自動車運搬船である。
処女航海中にポルトガル沖で座礁して廃船になり、海没処分となった。

## 概要
1987年に愛媛県今治市の来島ドックで建造され、1987年12月19日に竣工した。全長は199m、全幅32m、総トン数58123トン、載貨重量数17469トン、1基のディーゼルエンジンを搭載し、1軸推進であった。乗用車なら最大で6,500台を収容できた。
パナマ船籍で所有者は日本の「エメラルド・シップホールディング SA」とされる。

## 座礁
1988年、完成した麗神を日本郵船が傭船し、マツダやトヨタの新車を積載し、名古屋から出航した。
麗神はヨーロッパの国々に寄航し、搭載した新車を降ろしていった。それらの国々の1つであったポルトガルを出航した後、アイルランドへ向かう途中の1988年4月26日、麗神はポルトガルのポルト沖を航行中に座礁し、更に左側に横転、転覆した。座礁した場所は、ドール川の河口付近とされる。この事故で乗員1名が死亡した。
座礁時には船内にまだ自動車5,432台が積載されていた。このうちマツダ車が最も多く、西ドイツ向けのカペラなど1,800台を中心に約2,400台、この他トヨタ車も約1,500台余りが積載されていた。

## 処分
船内から1/3程度の車両を取り出した後に麗神はサルベージされたが、作業に3ヶ月を要した。作業中の1988年9月には自動車パーツの窃盗を目的に2人組の男が侵入しようとして逮捕される事件があった。横転座礁状態からは回復したものの、設備の整ったドックに曳航して修理するには費用対効果が釣り合わず、廃船として解体するには19億円（当時）が必要とされ、その費用がネックとなった。更に、日本の荷主側からは「船内に残された車が横流しされて市場で安売りされれば、企業のイメージダウンになる」として、積載された自動車ごと処分することが希望された。このため、麗神は大西洋で自沈処分されることになった。
海没処分に関してはポルトガル国内を始めとして反対も多く、パリに本部を置く環境保護団体は「車と船が沈められれば、銅や鉛173トン、塗料115トン、ゴムやプラスチックなど1,000トン以上が投棄されることになり、海洋生物に大きな影響を与える」として、海没処分に反対した。しかし、解体処分の費用の充てもなく、ポルトガル政府も同年10月15日にその計画を受け入れることを表明した。
当初は積載した乗用車は別個に投棄される予定であったが、ロンドン条約（廃棄物その他の物の投棄による海洋汚染の防止に関する条約）に抵触するために実行されず、最終的に麗神は海洋生物の生息が希薄な深さ2000mの海域まで曳航され、そこで船内に残った車両と共に海没処分された。
積載されていた車両の総額は130億円（当時）相当とされた。車両の損失損害は、受入れ先の輸入販売店が加入している保険で賄われた。